# Olga Morozkinová
Olga Morozkinová (rusky: Ольга Морозкина, * 1983) je bývalá ruská reprezentantka ve sportovním lezení.

## Výkony a ocenění
- 2008: nominace na Světové hry 2009 v tchajwanském Kao-siungu, kde získala bronz

### Závodní výsledky
| Světové hry | Světové hry |
| Rok         | 2009        |
| ----------- | ----------- |
| Rychlost    | 3           |

| Arco Rock Master | Arco Rock Master |
| Rok              | 2010             |
| ---------------- | ---------------- |
| Rychlost         | 2                |

| Mistrovství světa | Mistrovství světa |
| Rok               | 2009              |
| ----------------- | ----------------- |
| Rychlost          | 9                 |

- 2009: 8. na 15m cestě na rychlost

| Světový pohár (nalevo jsou poslední závody v roce) | Světový pohár (nalevo jsou poslední závody v roce) | Světový pohár (nalevo jsou poslední závody v roce) | Světový pohár (nalevo jsou poslední závody v roce) |
| Rok                                                | 2005                                               | 2008                                               | 2010                                               |
| -------------------------------------------------- | -------------------------------------------------- | -------------------------------------------------- | -------------------------------------------------- |
| Obtížnost                                          | x                                                  | x                                                  |                                                    |
| jednotlivě (x/x/x)                                 | x                                                  | x                                                  |                                                    |
|                                                    |                                                    |                                                    |                                                    |
| Rychlost                                           | x                                                  | x                                                  | x                                                  |
| jednotlivě (x/x/x)                                 | x                                                  | x                                                  | x                                                  |
|                                                    |                                                    |                                                    |                                                    |
| Bouldering                                         |                                                    | x                                                  | x                                                  |
| jednotlivě (x/x/x)                                 |                                                    | x                                                  | x                                                  |
|                                                    |                                                    |                                                    |                                                    |
| Kombinace                                          | x                                                  | x                                                  | x                                                  |

| Mistrovství Evropy | Mistrovství Evropy | Mistrovství Evropy |
| Rok                | 2008               | 2010               |
| ------------------ | ------------------ | ------------------ |
| Rychlost           | 2                  | 4                  |